# 鄂霍次克干貝柱鹽拉麵
鄂霍次克干貝柱鹽拉麵（日语：オホーツク干貝柱塩ラーメン）是於日本北海道稚內市至網走市的鄂霍次克海沿岸地區一帶流傳的食物，為日本拉麵的一種。

## 概要
以「向大眾推廣鄂霍次克產的蝦夷盤扇貝干貝柱」作為理念，與Jalan共同開發的拉麵。
- 正式名稱為「鄂霍次克干貝柱鹽拉麵」
- 以來回蒸的鄂霍次克產蝦夷盤扇貝干貝柱作為主軸
- 麵使用鄂霍次克出產的小麥
- 湯頭採用鄂霍次克海的天然鹽，帶有天然蝦夷盤扇貝萃取的鹽味
- 除了蝦夷盤扇貝干貝柱，還包括半熟蛋半個、蔥、裙帶菜、芝麻
- 佐料為特製「鄂霍次克醬」
- 價格含稅在1000日圓以下

主要由上述七項原則完成該食物。

## 外部連結
- オホーツク干貝柱塩ラーメン公式ホームページ （页面存档备份，存于） （日語）